# Шурга (Куженерский район)
Шурга (мар. Шӱргӧ) — деревня в Куженерском районе Республики Марий Эл. Входит в состав Салтакъяльского сельского поселения.

## География
Находится в северо-восточной части республики Марий Эл на расстоянии приблизительно 10 км на юг-юго-восток от районного центра посёлка Куженер.

## История
Известна с 1874 года как деревня из 13 дворов, в ней проживали марийцы, 78 человек. В 1891 году в деревне Шурга было 11 дворов. В 1909 году население составляло 147 человек. В 1940 году в деревне насчитывалось 23 дома. В 1960 году здесь было 30 хозяйств, проживал 131 человек. В 2005 году в деревне было 5 дворов. В советское время работал колхоз «Вторая пятилетка».

## Население
Население составляло 7 человек (мари 100 %) в 2002 году, 5 в 2010.